# Franklin Lucena
Franklin José Lucena Peña (né le 20 février 1981 à Acarigua au Venezuela) est un footballeur international vénézuélien, qui joue au poste de milieu de terrain.

## Palmarès
Caracas FC
- Championnat du Venezuela : (2)
  - Vainqueur : 2008-09 et 2009-10.

- Coupe du Venezuela : (1)
  - Vainqueur : 2009.